# USS LST-56
O USS LST-56 foi um navio de guerra norte-americano da classe LST que operou durante a Segunda Guerra Mundial.